# ボイリング・ポイント/沸騰
『ボイリング・ポイント/沸騰』（ボイリングポイントふっとう、Boiling Point）は、2021年のイギリスのドラマ映画。フィリップ・バランティーニ監督の長編2作目の作品で、出演はスティーヴン・グレアムとヴィネット・ロビンソンなど。
クリスマス前の金曜日、客でにぎわうロンドンの高級レストランを舞台に、次々とトラブルに見舞われるオーナーシェフと従業員たちの沸騰寸前の人間模様を90分ワンカットで描いたアンサンブル・ドラマ。バランティーニ監督が2019年に発表した同名の短編映画を自ら長編映画化した作品である。
2021年8月23日にチェコの第55回カルロヴィ・ヴァリ国際映画祭で初上映された。

## ストーリー
アンディはロンドンでも人気の高級レストランのオーナーシェフだが、この数ヶ月は絶不調である。妻子と別居して家を出たが、アパートを借りる算段もろくに出来ずに、店の事務所で寝起きし、寝不足で頭が回らず、愛する息子との面会もすっぽかしてしまう。一年で最も忙しいクリスマス前の金曜日に、遅刻して出勤すると、仕込み中の店には保健所の査察が入っていた。これまで維持して来た最高評価の5点から3点に下げられ、スタッフたちはショックを受ける。原因の大半は、アンディが義務の書類の記入を怠ったためだった。
元シェフで有名タレントのスカイが来店すると当日になって聞かされたアンディは準備が出来ないと苛立つ。アンディはスカイの店から独立したシェフで、二人の間にはわだかまりがあるのだ。スカイは愛人のグルメ評論家を連れて来店し、嫌味に批評する。
アンディは常に持ち歩いている白い水筒に酒を入れて飲み続ける。スーシェフ(副料理長)の有能なカーリーの働きで店は回っているが、彼女には引き抜きの話が来ており、残留の条件として昇給を願い出ていた。しかし、その話をアンディは支配人と詰めることも怠る。
スカイはタレントとして顔は売れているが、実は破産しかけており、アンディの独立時に融資した20万ドルの返還を要求して来る。それが無理なら、アンディの店の経営に加えろとスカイは主張する。そんな時、客の一人が発作を起こして救急車で運ばれる。忙しい中で、アンディがアレルギーの指示を見逃したのだ。
アンディが責任を取ることは、店の評判に関わり、経営に参加するつもりのスカイにとっても不利となる。責任を全て、無実のスーシェフに被せろとスカイはアドバイスする。それを知ったスーシェフのカーリーは、怒り心頭で他店への移籍を決意する。
疲れ切ったアンディは、事務所で麻薬を吸って妻に電話する。電話越しでも、妻はアンディの飲酒と麻薬に気づく。妻に謝り、リハビリ施設に通うと約束したアンディは、酒と麻薬を屑籠に捨てる。だが、厨房に戻ろうとしたアンディは通路に倒れ、そのまま動かなくなる。

## キャスト
※括弧内は日本語吹替
- アンディ・ジョーンズ: スティーヴン・グレアム（森川智之） - オーナーシェフ。
- アリステア・スカイ: ジェイソン・フレミング（堀内賢雄） - アンディの元同僚のライバルシェフ。
- カーリー: ヴィネット・ロビンソン（笹島かほる） - 副料理長。アンディの頼れる相棒。
- フリーマン: レイ・パンサキ（英語版）（峰晃弘） - 肉料理担当のシェフ。
- ベス: アリス・フィーザム（なかせひな） - フロア担当のマネージャー。共同出資者の娘。
- カミール: イズカ・ホイル（英語版）（平山笑美） - フランス出身の新しいサラダ担当シェフ。
- ビリー: タズ・スカイラー（天﨑滉平） - バーテンダー。
- サラ・サウスワース: ルルド・フェイバース（英語版）（兼田めぐみ） - 有名グルメ評論家。
- エミリー: ハンナ・ウォルターズ（英語版）（浅井晴美） - パティシエ。
- ジェイミー: スティーブン・マクミラン（福原かつみ） - 見習いパティシエ。
- トニー: マラカイ・カービー（英語版）（川端快彰） - 牡蠣担当のシェフ。
- ディーン: ゲイリー・ラモント（高橋ちんねん） - ゲイのウェイター。
- アンドレア: ローリン・アジューフォ（大谷理美） - アフリカ系のウェイトレス。
- ロビン: エイン・ローズ・デイリー（英語版）（北村さちこ） - 白人ウェイトレス。
- フランク: ロビン・オニール（庄司然） - 恋人にプロポーズする予定の若い男性。
- メアリー: ローズ・エスコダ（高宮彩織） - フランクの恋人。ナッツ・アレルギー。
- ジェイク: ダニエル・ラカイ（中務貴幸） - アフリカ系の移民。皿洗いとゴミ捨て担当。遅刻の常習犯。
- ソフィア: ガラ・ボテロ（和優希） - 移民。皿洗い担当。妊娠中。
- ラヴジョイ: トーマス・クームズ（西垣俊作） - 保健所の役人。店の衛生環境に苦言。
- ケヴィン: ロブ・パーカー（菊池康弘） - 人種差別主義者の客。
- マーク: フィリップ・ヒル＝ピアソン（荻原秀樹） - SNSのインフルエンサー。
- マイケル: ジェイ・ジョンソン（奥山晃一） - SNSのインフルエンサー。
- ティム: キーラン・アークハート（磯部勇希） - SNSのインフルエンサー。
- ホリー: ハンナ・トレイレン（天沢カンナ） - ジェイクのセフレ。
- フィリー: アヤンナ・コールマン＝ポテンパ（希山明里） - アメリカ人の客。
- ローラ: キメーシャ・キャンベル（長谷川りく） - 救急隊員。
- キャスリン: ジーナ・ライセン（秋田奈帆子） - 救急隊員。
- オリー: アレックス・ヒース（塩入雄介）
- ウィリー: 演者不明（森田竜雅）

## 作品の評価

### 映画批評家によるレビュー
Rotten Tomatoesによれば、71件の評論のうち高評価は99%にあたる70件で、平均点は10点満点中7.9点、批評家の一致した見解は「最初から最後まで手に汗握る展開の『ボイリング・ポイント/沸騰』は、大胆な形式のアプローチでスリリングな綱渡りの物語を支えている。」となっている。
Metacriticによれば、13件の評論のうち、高評価は9件、賛否混在は4件、低評価はなく、平均点は100点満点中73点となっている。

### 受賞歴
| 賞                                 | 部門                   | 対象者                                                       | 結果       |
| ---------------------------------- | ---------------------- | ------------------------------------------------------------ | ---------- |
| 第75回英国アカデミー賞             | 主演男優賞             | スティーヴン・グレアム                                       | ノミネート |
| 第75回英国アカデミー賞             | キャスティング賞       | キャロリン・マクラウド                                       | ノミネート |
| 第75回英国アカデミー賞             | 英国作品賞             |                                                              | ノミネート |
| 第75回英国アカデミー賞             | 新人賞                 | ジェームズ・カミングス（脚本） ヘスター・ルオフ（製作）      | ノミネート |
| 第24回英国インディペンデント映画賞 | 作品賞                 |                                                              | ノミネート |
| 第24回英国インディペンデント映画賞 | 監督賞                 | フィリップ・バランティーニ                                   | ノミネート |
| 第24回英国インディペンデント映画賞 | 主演男優賞             | スティーヴン・グレアム                                       | ノミネート |
| 第24回英国インディペンデント映画賞 | 助演男優賞             | レイ・パンサキ                                               | ノミネート |
| 第24回英国インディペンデント映画賞 | 助演女優賞             | ヴィネット・ロビンソン                                       | 受賞       |
| 第24回英国インディペンデント映画賞 | ブレイクスルー演技賞   | ローリン・アジューフォ                                       | ノミネート |
| 第24回英国インディペンデント映画賞 | キャスティング賞       | キャロリン・マクラウド                                       | 受賞       |
| 第24回英国インディペンデント映画賞 | 撮影賞                 | マシュー・ルイス                                             | 受賞       |
| 第24回英国インディペンデント映画賞 | 美術賞                 | エイミー・ミーク                                             | ノミネート |
| 第24回英国インディペンデント映画賞 | 音響賞                 | ジェームズ・ドレイク ロブ・エントウィッスル キフ・マクマナス | 受賞       |
| 第24回英国インディペンデント映画賞 | ブレイクスルー製作者賞 | ヘスター・ルオフ                                             | ノミネート |

## テレビシリーズ
映画の続編としてBBCで全5話のテレビシリーズが製作されることが報道された。映画のエンディングから半年後を舞台に、副料理長だったカーリーが自身のレストランで料理長を務めるまでを描く。映画とは異なってワンカットではないが「映画の本質であり魂であった純粋な自然主義を補完するような非常に長いショットとカメラテクニック」を特徴とするとしている。